# تنظير الحالب
تنظير الحالب هو فحص المسالك البولية العلوية، وعادة ما يتم إجراؤه باستخدام منظار الحالب الذي يمر عبر مجرى البول والمثانة، ثم مباشرة إلى الحالب. الإجراء مفيد في تشخيص وعلاج الاضطرابات مثل حصوات الكلى وسرطانة الخلايا الظهارية في المسالك البولية العلوية. يمكن إزالة الحصوات الأصغر حجمًا في المثانة أو الحالب السفلي في قطعة واحدة، بينما يتم عادةً تفتيت الحصوات الأكبر حجمًا قبل إزالتها أثناء تنظير الحالب.
يمكن إجراء الفحص باستخدام جهاز مرن أو شبه صلب أو صلب أثناء تخدير المريض.وفي حالات محددة، يكون المريض حرًا في العودة إلى المنزل بعد الفحص.
في تنظير حويضة الكلوة، تم تصميم المنظار للوصول إلى الحويضة الكلوية بالكامل، مما يسمح بتصور نظام الصرف الكامل للكلية.يمكن أن يحتوي المنظار على منفذ للأداة يسمح بإدخال ألياف الليزر لتفتيت الحصوات، وسلال دقيقة لاسترجاع شظايا الحصوات. يمكن علاج حصوات الكلى التي يصل حجمها إلى 2 سم عن طريق تنظير الحوض الكلوي.

## وصلات خارجية
- International Kidney Stone Institute
- Ureteroscopy on eMedicine